# غيرنوت تراونر
غيرنوت تراونر (بالألمانية: Gernot Trauner)‏ (25 مارس 1992 بلينتس في النمسا - ) هو لاعب كرة قدم نمساوي في مركز الوسط. شارك مع منتخب النمسا تحت 18 سنة لكرة القدم ومنتخب النمسا تحت 19 سنة لكرة القدم ومنتخب النمسا تحت 21 سنة لكرة القدم. أما مع النوادي، فقد لعب مع لاسك لينتس ونادي رييد.

## وصلات خارجية
- غيرنوت تراونر على موقع الاتحاد الدولي (مؤرشف)  (الإنجليزية)
- غيرنوت تراونر على موقع الاتحاد الأوربي (الإنجليزية)
- غيرنوت تراونر على موقع قاعدة بيانات كرة القدم.إي يو (الإنجليزية)
- غيرنوت تراونر على موقع ناشيونال فوتبول تيمز (الإنجليزية)
- غيرنوت تراونر على موقع Soccerway.com (الإنجليزية)
- غيرنوت تراونر على موقع عالم كرة القدم.نت (الإنجليزية)